# Championnats du monde de ski acrobatique 2001
Navigation
Édition précédente Édition suivante
Les Championnats du monde ski acrobatique de 2001 se déroulent à Whistler au Canada.
Il s'agit de la 8e édition des Championnats du monde de ski acrobatique.
Six épreuves sont programmées, trois pour les hommes et trois pour les femmes : bosses, bosses en parallèle et saut acrobatique (l'Acroski est supprimé du programme).

## Palmarès

### Hommes
| Épreuves            | Or                          | Argent                            | Bronze                  |
| ------------------- | --------------------------- | --------------------------------- | ----------------------- |
| Bosses              | Mikko Ronkainen, Finlande   | Pierre-Alexandre Rousseau, Canada | Stéphane Rochon, Canada |
| Bosses en parallèle | Stéphane Yonnet, France     | Patrik Sundberg, Suède            | Johann Grégoire, France |
| Saut                | Alexei Grishin, Biélorussie | Dmitri Dashchinsky, Biélorussie   | Joe Pack, États-Unis    |

### Femmes
| Épreuves            | Or                     | Argent                   | Bronze                |
| ------------------- | ---------------------- | ------------------------ | --------------------- |
| Bosses              | Kari Traa, Norvège     | Maria Despas, Australie  | Aiko Uemura, Japon    |
| Bosses en parallèle | Kari Traa, Norvège     | Corinne Bodmer, Suisse   | Tami Bradley, Canada  |
| Saut                | Veronika Bauer, Canada | Michèle Rohrbach, Suisse | Deidra Dionne, Canada |